# Стратопауза

Строение атмосферы

Стратопа́уза — слой атмосферы, являющийся пограничным между двумя слоями, стратосферой и мезосферой. В стратосфере температура повышается с увеличением высоты, а стратопауза является слоем, где температура достигает максимума — около 0°C. Верхняя граница слоя проходит там, где эта температура с высотой начинает понижаться (начало мезосферы).
Данное явление наблюдается не только на Земле, но и на других планетах, имеющих атмосферу.
На Земле стратопауза находится на высоте 50—55 км над уровнем моря. Атмосферное давление составляет около 1/1000 от давления на уровне моря.